# Siodlarstwo

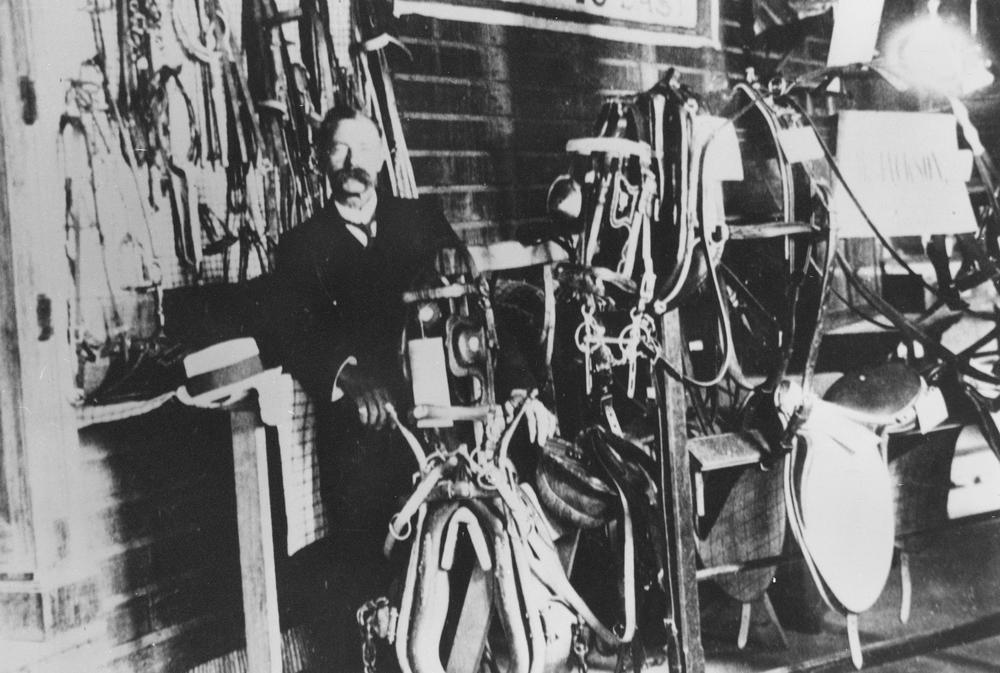
Australijski siodlarz prezentujący swoje wyroby, 1920 r.

Siodlarstwo – rzemiosło zajmujące się wytwarzaniem, i naprawianiem siodeł. 
Rzemiosła skórzane funkcjonujące w dawnej Rzeczypospolitej można podzielić na trzy grupy specjalizacji: rzemiosła zajmujące się pierwotną obróbką skóry; wytwarzające obuwie, odzież i galanterię skórzaną; oraz produkujące uprząż dla koni i osprzęt dla powozów. W latach 1550–1650 w miastach na ziemiach przemyskiej i sanockiej, czyli na południowo-wschodnich terenach Korony polskiej, najbardziej powszechnymi zawodami były: szewstwo (występujące w 39 miastach na 46 ogółem), następnie kuśnierstwo, rymarstwo i siodlarstwo.

## Siodlarz
Rzemieślnik zajmujący się wyrobem siodeł to siodlarz. Nad siodlarstwem czyli sztuką wyrabiania siodeł czuwali mistrzowie cechu, którzy wprowadzali innowacje i cechy ozdobne.

## Zabytki siodeł
Kolekcja siodeł zabytkowych w Muzeum Narodowym w Krakowie liczy niewiele ponad dwadzieścia okazów. Ogólna liczba siodeł historycznych (do połowy wieku XIX) w muzeach polskich nie przekracza setki. Szczególnie dotkliwy jest brak podstawowych okazów militariów polskich z wieku XVI, a więc z okresu, kiedy kształtowały się formy narodowe.